# Aborto en Michoacán
La Interrupción Legal del Embarazo en Michoacán (ILE) refiere al estatus legal que tiene en ese estado mexicano, donde el aborto inducido está totalmente despenalizado, desde julio de 2024, a petición de cualquier mujer gestante en la entidad hasta la duodécima semana; además de las causales de violación, imprudencial, peligro de muerte, daño a la salud, fecundación asistida indebida y razones económicas. Igualmente, el procedimiento puede realizarse después del límite legal si durante los primeros 3 meses de embarazo el gestante con intención de abortar no pudo hacerlo porque una autoridad se lo negó.
Michoacán es la vigésima entidad federativa en México en despenalizar el aborto electivo, y la decimosexta en hacerlo desde las jurisprudencias de 2021 y 2023 de la Suprema Corte de Justicia de la Nación (acciones de inconstitucionalidad AI 148/2017, AI 106/2018, AI 107/2018 y AI 54/2018; amparo en revisión AR 267/2023). La armonización de su Ley de Salud aún está pendiente, por lo que se utilizan algunos lineamientos locales y federales para subsanar los vacíos y lagunas jurídicas sobre diversos temas y protocolos.

## Marco normativo actual
|  |  |
|  |  |

### Regulación penal[7]
| Artículo | Concepto                                                         | Descripción |
| -------- | ---------------------------------------------------------------- | --- |
| 118      | Homicidio en razón de parentesco                                 | 20 a 35 años de prisión y suspensión de derechos que tenga con respecto a la víctima a quien prive de la vida a su ascendiente o descendiente consanguíneo en línea recta. |
| 141      | Definición                                                       | La muerte del producto desde la concepción en cualquier momento del embarazo. |
| 142      | Sanciones por asistir en un aborto con consentimiento            | 6 meses a 2 años de prisión si el aborto fuera con el consentimiento de ella. |
| 143      | Sanciones por asistir en un aborto sin consentimiento            | Al faltar su consentimiento, la pena es de 3 a 8 años; al usar violencia física o moral, se agrava de 6 a 9 años. |
| 144      | Sanciones por asistir en un aborto y ser profesional de la salud | Además de las sanciones correspondientes, suspensión del ejercicio de su profesión por el doble de tiempo de la pena de prisión impuesta. |
| 145      | Sanciones por aborto consentido                                  | 6 meses a un año de trabajo a favor de la comunidad a la mujer que voluntariamente provoque su aborto. Solo se sancionará cuando se haya consumado. |
| 146      | Causales del aborto legal                                        | I. Dentro de las primeras 12 semanas cuando el embarazo sea resultado de una violación, inseminación artificial no consentida, procreación asistida no consentida o precaria situación económica. II. Peligro de afectar gravemente la salud de la mujer embarazada. III. Cuando el producto presente una malformación grave en su desarrollo. IV. Sea resultado de una conducta imprudente de la mujer embarazada. |

#### Reforma del 11 de octubre de 2024, al Código Penal de Michoacán[8]
El 10 de octubre del 2024, el Congreso local de Michoacán despenalizó el aborto, con 27 votos a favor, 6 votos en contra y 2 abstenciones. El gobernador del estado, Alfredo Ramírez Bedolla, destacó que la reforma fue posible gracias al trabajo del movimiento feminista a favor de los derechos de las mujeres.
| Artículo | Concepto                                                         | Cambios en el artículo |
| -------- | ---------------------------------------------------------------- | --- |
| 118      | Homicidio en razón de parentesco                                 | Se adicionó un párrafo para asegurar que las mujeres y personas gestantes no sean condenadas por delito de omisión en razón de parentesco en caso de aborto. |
| 141      | Definición                                                       | Se ajustó la definición original para que solo sea considerado a partir de la semana 12.                                                                     |
| 142      | Sanciones por asistir en un aborto con consentimiento            | Sanciones únicamente para quien realice la interrupción del embarazo con consentimiento después de las 12 semanas.                                           |
| 143      | Sanciones por asistir en un aborto sin consentimiento            | Se incluyen penas altas para sancionar aborto sin consentiiento.                                                                                             |
| 144      | Sanciones por asistir en un aborto y ser profesional de la salud | Artículo derogado. |
| 145      | Sanciones por aborto consentido                                  | Artículo derogado. |
| 146      | Causales del aborto legal                                        | Se mantiene la figura de las excluyentes de responsabilidad y se anula el límite de 12 semanas para ciertos casos excepcionales.                             |

## Datos

### Estadísticas
Hasta la fecha y al igual que las otras entidades, a excepción de la CDMX, tanto la secretaría de salud como los servicios de salud del estado (SSM) aún no pública, de manera accesible y constante, información sobre el número de procedimientos (totales, por año o por unidad de atención), sobre las usuarias o los usuarios (procedencia, edad, nivel educativo, estado civil, ocupación, número de hijos o semanas de gestación) o sobre el tipo de procedimiento.

### Unidades, procedimientos y requisitos
Hasta la fecha y al igual que las otras entidades, a excepción de la CDMX, tanto la secretaría de salud como los servicios de salud del estado (SSM) aún no ha facilitado la información sobre procedimientos, requisitos o unidades de atención.
Según el Directorio de Servicios de Aborto Seguro, programa federal a cargo del Centro Nacional de Equidad de Género y Salud Reproductiva (CNEGSR), existe 1 unidad (hospital o clínica) pertenecientes al sistema de salud local para atender los casos, el cual es:
- Hospital General de Morelia "Dr. Miguel Silva", ubicado en la colonia Ejido de Atapaneo de la ciudad de Morelia.

Y 3 unidades (hospitales o clínicas) del ISSSTE, los cuales son:
- Hospital Regional ISSSTE Morelia, ubicado en la localidad de Atapaneo del municipio de Morelia.
- Clínica Médico Familiar Morelia, ubicado en la colonia Fovissste Morelos de la ciudad de Morelia.
- Clínica Médico Familiar La Piedad De Cabadas, ubicado en la colonia Las Palmas de la ciudad de La Piedad.

No se registra aún la instalación de otras clínicas privadas en las principales ciudades de la entidad.
Como indica la guía federal del Lineamiento Técnico para la atención del Aborto Seguro en México (siguiendo los estándares de la Organización Mundial de la Salud), en la actualidad, el legrado uterino instrumental se considera obsoleto, nocivo y está totalmente desaconsejado. En su lugar, los protocolos federales sugieren dos abordajes para interrumpir embarazos de manera segura y de calidad, siempre y cuando se realicen bajo las condiciones médicas correctas y en un contexto de legalidad:
- Aborto farmacológico, con el uso de mifepristona y misoprostol por diferentes vías (vestibular, vaginal o sublingual) ya sea combinado (ambas sustancias) o de manera individual (misoprostol únicamente). Ambos medicamentos provocan dilatación del cérvix y contracciones uterinas que contribuyen a la expulsión de su contenido. La dosis y vía de administración del tratamiento depende de las semanas de gestación o del antecedente de cirugías uterinas previas. Se considera no invasivo por lo que no necesita de un antibiótico profiláctico (previo a la intervención). En el régimen combinado (comparado con el individual) el tiempo para la resolución del aborto es menor (en horas o días) y suele haber menos molestias posteriores. Su éxito terapéutico podría disminuir conforme aumenta la edad gestacional. Antes de la semana 10, el procedimiento puede realizarse total o parcialmente autogestionado y con una asesoría o vigilancia mínima (ya sea por prestador/a de servicios de salud o por colectiva de acompañamiento). En cambio, entre la semana 10 y 12 se requiere mayor seguimiento y vigilancia por el personal especializado. Está contraindicado en presencia de inestabilidad hemodinámica y sepsis.
- Aborto quirúrgico, a través de la succión del producto con la ayuda de instrumentación médica de operación manual o eléctrica (como cánulas, tubos o bombas). Sí precisa de antibiótico profiláctico (previo a la intervención), así como de bloqueo paracervical y analgésicos. Las molestias posteriores serían mínimas y la resolución del aborto es inmediata. También es conocido como aspiración endouterina y es la primera elección cuando hay presencia de inestabilidad hemodinámica y sepsis.

Al tratarse de procedimientos médicos, se tiene la posibilidad de presentar pequeñas molestias que pueden controlarse satisfactoriamente si se toman las medidas preventivas y se sigue fielmente las recomendaciones del personal especializado. Estas pueden ser dolor cólico y sangrado transvaginal, ligeramente mayor a lo experimentado en una menstruación. La intensidad de lo anterior disminuirá de manera progresiva, aunque podría continuar en menor cantidad y de manera esporádica durante las primeras 4 a 6 semanas. También se puede experimentar algo de fiebre en las primeras 24 horas, la cual cederá con la ingesta de antipiréticos. Así mismo, para evitar el riesgo de infección, se deberán tomar medidas de higiene vaginal y no se recomienda tener relaciones sexuales en un periodo aproximado de dos semanas.
Igualmente, existe una pequeña posibilidad, y bastante infrecuente, de experimentar algunos riesgos. De esta manera, la o el paciente deberá buscar atención médica inmediata ante los siguientes datos de alarma: ausencia de sangrado o cantidad mínima de este (sobre todo entre las primeras 4 a 6 horas posteriores ya que puede indicar fallo en el procedimiento o un embarazo ectópico), un sangrado persistente y progresivo (que empape más de dos toallas higiénicas por hora durante dos horas consecutivas), secreción fétida, debilidad, mareo, reacciones alérgicas a algún medicamento (como exantemas o edemas faciales o bucales), así como fiebre o malestar general después de las primeras 24 horas.
En el primer trimestre, los procedimientos siempre deberían ser ambulatorios, por lo que pueden realizarse en cualquier unidad de primer nivel (centros de salud o clínicas familiares). En el segundo trimestre se requeriría de atención intrahospitalaria, por lo que pueden realizarse en cualquier unidad de segundo nivel (hospitales generales o regionales).
Así mismo, el Lineamiento Técnico para la atención del Aborto Seguro en México hace hincapié en dos leyes federales fundamentales: la NOM-046-SSA2-2005 y la Ley General de Víctimas (LGV). Estas dos últimas normatividades señalan que para acceder a la Interrupción Voluntaria del Embarazo (en caso de violación) no se necesita presentar denuncia previa ante el Ministerio Público o contar con la autorización de éste. Debido al principio de buena fe, el único requisito es una solicitud por escrito bajo protesta de decir la verdad, en la que se manifiesta que dicho embarazo es producto de una violación. El personal de los servicios de salud no está obligado a verificar el dicho de las y los solicitantes. Las personas menores de 12 años requieren autorización de madre, padre, tutor o representante legal. En cambio, las y los menores de edad, pero mayores de 12 años ya no necesitan de aquel permiso (pueden tomar la decisión de manera autónoma). Finalmente, ni la LGV ni la NOM-046-SSA2-2005 establecen límites gestacionales para hacer valer el derecho al aborto cuando existe una agresión sexual. La misma SCJN ha emitido sentencias que validan todo lo anterior (amparos en revisión AR-601/2017, AR-1170/2017, AR-438/2020 y AR-438/2020; controversias constitucionales CC 53/2016 y CC 45/2016).
Finalmente y posterior a la consejería, las y los pacientes tendrían que llenar y firmar formatos sobre el consentimiento informado pues representa el principal instrumento jurídico y ético para que la persona sea dueña efectiva de sus decisiones, como corresponde a su dignidad y autonomía. A través de este documento, las personas usuarias del servicio otorgarán o no su autorización para cada uno de los procedimientos (como la modalidad de abordaje o el método anticonceptivo posterior), las posibles alternativas o los probables riesgos. Así mismo, las y los pacientes tienen el derecho y facultad de poder revocarlo si así lo quieren. En caso de personas con discapacidad transitoria o permanente, el consentimiento informado debería ser suscrito por el familiar más cercano o el tutor / representante legal. En casos extremos, cuando no exista acompañante y la persona usuaria cuenta con una discapacidad, el personal médico (previa valoración y con el acuerdo de por lo menos dos profesionales) podrían otorgar el consentimiento informado.